# アーニー・デービス
アーニー・デービス（Ernie Davis、1939年12月14日-1963年5月18日）はペンシルベニア州ニューセーラム出身のアメリカンフットボール選手。アフリカ系アメリカ人として初めてハイズマン賞を受賞した。
シラキュース大学では3年連続でチームのリーディングラッシャーとなりジム・ブラウンの作ったラッシング記録2,386ヤードを更新し、オールパーパスヤードで3,414ヤードを獲得、220得点、35タッチダウンをあげた。
1961年12月4日のNFLドラフトでワシントン・レッドスキンズから指名されたが即座にクリーブランド・ブラウンズにトレードされた。しかし1962年、彼は白血病と診断されNFLでプレーすることはなかった。彼の生涯を書いたノンフィクションを元にした映画、The Expressが2008年にユニバーサル・ピクチャーズから公開された。

## 経歴

### プロ入りまで
ペンシルベニア州ニューセイラムで生まれ、その後ピッツバーグ近郊のピッツバーグ炭田地域やユニオンタウンなどで育った。高校の2年、3年と2年連続でオールアメリカンに選ばれる活躍を見せた。またバスケットボール、野球、学業でも優れた成績を修めた。アフリカ系アメリカ人アスリートにはそれほど奨学金のオファーがされなかった時代にあって、彼は50以上の大学からのスカウティングを受けた。
シラキュース大学で彼は1959年から1961年までの3年間プレーしたが2度オールアメリカンに選ばれた。2年次の1959年にはコットンボウルでテキサス大学を破り全米チャンピオンとなった。この試合及び1961年のリバティボウルで彼はMVPに選ばれている。3年次の1960年には1回あたり7.8ヤードを走り全米3位の877ヤードを走り9試合中6試合で100ヤード以上を走った。コットンボウルでアメリカ南部を訪れた際、彼は人種差別を受けた。試合終了後の宴会に彼は黒人であることを理由に招かれなかった。ヒューストン・クロニクルの記事によればチームメートの白人選手の中にはデービスたち黒人選手と同席できない宴会をボイコットしようとする動きがあったがシラキュース大学当局によりその試みは実現しなかった。
1961年彼はカレッジフットボールで最も栄誉ある賞であるハイズマン賞をアフリカ系アメリカ人として初めて受賞した。デービスは大学時代を通して偉大なジム・ブラウンと同じ44番をつけてプレーした。2005年11月12日、シラキュース大学は彼の44番を永久欠番とする式典を行った。
彼はバスケットボールチームにも1960年-1961年シーズンのみ所属しプレーしている。
1979年にカレッジフットボール殿堂に選ばれた。

### プロ入り後
1961年12月4日に行われた1962年のNFLドラフトで彼はアフリカ系アメリカ人として初めて全体1位でワシントン・レッドスキンズに指名されたがクリーブランド・ブラウンズのボビー・ミッチェルとドラフト1巡目指名権との引き換えでトレードされた。なお彼はAFLのバッファロー・ビルズからも指名を受けていた。12月末に彼はブラウンズとそれまでの新人史上最高額となる3年間20万ドルの契約を結んだ。ブラウンズは彼をハーブバックとして起用しジム・ブラウンと併用することを期待していたがカレッジオールスターゲームに出場するための準備期間中に彼は白血病と診断された。彼は1試合だけクリーブランド・スタジアムで行われたプレシーズンゲームに姿を現したが1試合も出場することなく生涯を終えることとなった。彼の死後、ブラウンズは彼の背番号45番を永久欠番としている。

### 死
1962年夏に急性骨髄性白血病と診断され、治療に専念することとなった。病状は悪化し1963年5月18日、クリーブランド市内の病院にて23歳で亡くなった。アメリカ上下両院は彼を称え、ニューヨーク州エルマイラで行われた葬儀には10000人を超える弔問客が訪れた。葬儀ではジョン・F・ケネディ大統領からの弔辞が読み上げられた。そして彼はマーク・トウェインも眠るエルマイラの墓地に埋葬された。